# Comté de Sussex (Virginie)
Pour les articles homonymes, voir Comté de Sussex.
Le comté de Sussex est un comté de Virginie, aux États-Unis.